# Peo-Peo-Mox-Mox
Peo-Peo-Mox-Mox, également connu sous le nom de Yellow Bird, est un chef amérindien des Walla Walla. Au moment de la guerre Yakima, il est pris en otage par la milice de l'Oregon puis tué dans les premiers jours de la bataille de Walla Walla en décembre 1855.